# Xenomeris acicola
Xenomeris acicola är en svampart som beskrevs av Butin & Speer 1979. Xenomeris acicola ingår i släktet Xenomeris, ordningen Capnodiales, klassen Dothideomycetes, divisionen sporsäcksvampar och riket svampar.   Inga underarter finns listade i Catalogue of Life.